# Attentat du 28 avril 2007 à Charsadda
 (décembre 2021).
L'attentat du 28 avril 2007 à Charsadda est survenu le 28 avril 2007 lorsqu'au moins 22 personnes ont été tuées dans un attentat-suicide lors d'un rassemblement politique à Charsadda, dans la province de la frontière-du-nord-ouest, au Pakistan. Parmi les blessés figurait le ministre de l'Intérieur Aftab Ahmad Khan Sherpao. Peu de temps avant que le kamikaze ne fasse exploser sa ceinture d'explosifs, les gardes de sécurité l'ont empêché de se rapprocher de Sherpao.
Charsadda a ensuite subi d'importantes attaques d'insurgés en décembre 2007 (en), février 2008, mai 2011, janvier 2016 et février 2017 (en).